# Vindecy
Vindecy ist eine französische Gemeinde mit 246 Einwohnern (Stand 1. Januar 2022) im Département Saône-et-Loire in der Region Bourgogne-Franche-Comté.

## Lage
Vindecy liegt etwa einen Kilometer östlich der Loire in einer Höhe von etwa 240 Metern ü. d. M. in der alten Kulturlandschaft des Brionnais. Der Ort befindet sich etwa 18 Kilometer (Fahrtstrecke) südwestlich von Paray-le-Monial bzw. etwa 41 Kilometer nördlich von Roanne. Die sehenswerten Orte Anzy-le-Duc, Semur-en-Brionnais, Marcigny und Iguerande liegen allesamt im Umkreis von etwa 15 bis 20 Kilometern; Charlieu liegt etwa 32 Kilometer südöstlich.

## Bevölkerungsentwicklung
| Jahr      | 1962 | 1968 | 1975 | 1982 | 1990 | 1999 | 2006 |
| Einwohner | 357  | 357  | 329  | 293  | 283  | 268  | 259  |

Im 19. Jahrhundert hatte der Ort zeitweise über 600 Einwohner. Die Reblauskrise und die Mechanisierung der Landwirtschaft sorgten seitdem für einen deutlichen Bevölkerungsrückgang.

## Wirtschaft
Die hügelige Umgebung von Vindecy war stets landwirtschaftlich geprägt, wobei bis ins 19. Jahrhundert hinein auch Weinbau betrieben wurde. Inzwischen spielt die Zucht von Charolais-Rindern eine große Rolle. Der Ort selbst blieb bis ins frühe 20. Jahrhundert hinein das Handwerks-, Handels- und Dienstleistungszentrum für die Weiler und Einzelgehöfte der Umgebung.

## Geschichte
Der Ort bzw. die Kirche von Vindecy (Vindeciaco) wird erstmals im Jahre 1164 in einer Bulle Papst Alexanders III. erwähnt. Der auf der Flucht befindliche Papst übergab die Kirche damals in die Obhut der Abtei Saint-Martin von Autun. Ende des 14. Jahrhunderts scheint das Haus Semur zeitweilig die Kontrolle innegehabt zu haben.

## Sehenswürdigkeiten

### Château d’Arcy
Das aus dem 15. Jahrhundert stammende, im 17. Jahrhundert jedoch umgebaute Schloss liegt etwa anderthalb Kilometer südlich des Ortes und befindet sich in Privatbesitz; es ist seit 1983 als Monument historique anerkannt.

### Sonstige
Die Pfarrkirche Saint-Martin ist ein einschiffiger, aus Bruchsteinen errichteter Bau aus dem 12. Jahrhundert, der aber im Innern den Zeitgeschmack des 16./17. Jahrhunderts widerspiegelt. Der Glockenturm wurde im 19. Jahrhundert überarbeitet. Sehenswert ist die spätgotische Kapelle auf der Nordseite mit ihrem Maßwerkfenster und ihrem auf Konsolen aufruhenden Rippengewölbe.